# Liste des unités du Connecticut de la guerre de Sécession
Cette liste des unités du Connecticut de la guerre de Sécession répertorie le unités d'infanterie, de cavalerie et d'artillerie levées au titre de l'armée de l'Union par l'État du Connecticut au sein des volontaires des États-Unis.

## L'infanterie
- 1st Regiment Connecticut Volunteer Infantry (3 mois)
- 2nd Regiment Connecticut Volunteer Infantry (3 mois)
- 3rd Regiment Connecticut Volunteer Infantry (3 mois)
- 4th Regiment Connecticut Volunteer Infantry
- 5th Regiment Connecticut Volunteer Infantry
- 6th Regiment Connecticut Volunteer Infantry
- 7th Regiment Connecticut Volunteer Infantry
- 8th Regiment Connecticut Volunteer Infantry
- 9th Regiment Connecticut Volunteer Infantry
- 10th Regiment Connecticut Volunteer Infantry
- 11th Regiment Connecticut Volunteer Infantry
- 12th Regiment Connecticut Volunteer Infantry
- 13th Regiment Connecticut Volunteer Infantry
- 14th Regiment Connecticut Volunteer Infantry
- 15th Regiment Connecticut Volunteer Infantry
- 16th Regiment Connecticut Volunteer Infantry
- 17th Regiment Connecticut Volunteer Infantry
- 18th Regiment Connecticut Volunteer Infantry
- 19th Regiment Connecticut Volunteer Infantry
- 20th Regiment Connecticut Volunteer Infantry
- 21st Regiment Connecticut Volunteer Infantry
- 22nd Regiment Connecticut Volunteer Infantry
- 23rd Regiment Connecticut Volunteer Infantry
- 24th Regiment Connecticut Volunteer Infantry
- 25th Regiment Connecticut Volunteer Infantry
- 26th Regiment Connecticut Volunteer Infantry
- 27th Regiment Connecticut Volunteer Infantry
- 28th Regiment Connecticut Volunteer Infantry
- 29th Regiment Connecticut Volunteer Infantry (descendant d'Afrique)
- 30th Regiment Connecticut Volunteer Infantry (African Descent) - quatre compagnies organisées en mars 1864 ; consolidées avec le 31st United States Colored Infantry le 18 mai 1864.

## Cavalerie
- 1st Regiment Connecticut Volunteer Cavalry

## Artillerie
- 1st Regiment Connecticut Heavy Artillery
- 2nd Regiment Connecticut Heavy Artillery
- 1st Battery Connecticut Light Artillery
- 2nd Battery Connecticut Light Artillery
- 3rd Battery Connecticut Light Artillery